# Gmina zbiorowa Liebenau
Gmina zbiorowa Liebenau (niem. Samtgemeinde Liebenau) – dawna gmina zbiorowa położona w niemieckim kraju związkowym Dolna Saksonia, w Nienburg (Weser). Siedziba administracji gminy zbiorowej znajdowała się w mieście Liebenau.

## Podział administracyjny
Do gminy zbiorowej Liebenau należały trzy gminy, w tym jedno  miasto (Flecken):
1. Binnen
2. Liebenau, miasto
3. Pennigsehl

1 listopada 2021 gmina zbiorowa wraz z gminą zbiorową Marklohe utworzyła nową gminę zbiorową Weser-Aue.

## Współpraca
Miejscowość partnerska:
- Liebenau – dzielnica Altenberga, Saksonia